# فرار ادی ماکون
فرار ادی ماکون (انگلیسی: Eddie Macon's Run) فیلمی درام اکشن، مهیج و اکشن آمریکایی است که براساس رمان ۱۹۸۰ نوشتهٔ جیمز مک لندون ساخته شده‌است، کرک داگلاس و جان اشنایدر در آن بازی می‌کنند. همچنین جان گودمن را در اولین فیلم سینمایی خود گنجانده‌است.